# McLaren MP4/10
Der McLaren MP4/10 war ein Formel-1-Rennwagen und der Einsatzwagen von McLaren Racing in der Formel-1-Weltmeisterschaft 1995. Die Konstruktion des Chassis stammte von Neil Oatley, angetrieben wurde der McLaren erstmals von einem Mercedes-Motor. Der Mercedes-Benz-3,0-Liter-V10-Motor ersetzte den Peugeot-3,5-Liter-V10 aus der letzten Saison. Der neue Mercedes-Benz FO110 leistete rund 700 PS.
Als Stammfahrer waren Mika Häkkinen und Nigel Mansell vorgesehen. Allerdings hatte Mansell Sitzprobleme und wurde beim Saisonstart von Mark Blundell vertreten. Nach dem 4. Grand Prix gab Mansell auf und trat das Cockpit an Blundell ab. Beim Großen Preis des Pazifiks vertrat der Testfahrer Jan Magnussen Mika Häkkinen.

## Resultate
| Fahrer                          | Nr.                             | 1 | 2   | 3  | 4   | 5   | 6   | 7  | 8   | 9   | 10  | 11  | 12 | 13  | 14  | 15  | 16 | 17  | Punkte | Rang |
| ------------------------------- | ------------------------------- | - | --- | -- | --- | --- | --- | -- | --- | --- | --- | --- | -- | --- | --- | --- | -- | --- | ------ | ---- |
| Formel-1-Weltmeisterschaft 1995 | Formel-1-Weltmeisterschaft 1995 |   |     |    |     |     |     |    |     |     |     |     |    |     |     |     |    |     | 30     | 4.   |
| Mark Blundell                   | 07                              | 6 | DNF |    |     | 5   | DNF | 11 | 5   | DNF | DNF | 5   | 4  | 9   | DNF | 9   | 7  | 4   | 30     | 4.   |
| Nigel Mansell                   | 07                              |   |     | 10 | DNF |     |     |    |     |     |     |     |    |     |     |     |    |     | 30     | 4.   |
| Mika Häkkinen                   | 08                              | 4 | DNF | 5  | DNF | DNF | DNF | 7  | DNF | DNF | DNF | DNF | 2  | DNF | 8   | INJ | 2  | DNS | 30     | 4.   |
| Jan Magnussen                   | 08                              |   |     |    |     |     |     |    |     |     |     |     |    |     |     | 10  |    |     | 30     | 4.   |

| Legende  | Legende            | Legende                                                          |
| Farbe    | Abkürzung          | Bedeutung                                                        |
| -------- | ------------------ | ---------------------------------------------------------------- |
| Gold     | –                  | Sieg                                                             |
| Silber   | –                  | 2. Platz                                                         |
| Bronze   | –                  | 3. Platz                                                         |
| Grün     | –                  | Platzierung in den Punkten                                       |
| Blau     | –                  | Klassifiziert außerhalb der Punkteränge                          |
| Violett  | DNF                | Rennen nicht beendet (did not finish)                            |
| Violett  | NC                 | nicht klassifiziert (not classified)                             |
| Rot      | DNQ                | nicht qualifiziert (did not qualify)                             |
| Rot      | DNPQ               | in Vorqualifikation gescheitert (did not pre-qualify)            |
| Schwarz  | DSQ                | disqualifiziert (disqualified)                                   |
| Weiß     | DNS                | nicht am Start (did not start)                                   |
| Weiß     | WD                 | zurückgezogen (withdrawn)                                        |
| Hellblau | PO                 | nur am Training teilgenommen (practiced only)                    |
| Hellblau | TD                 | Freitags-Testfahrer (test driver)                                |
| ohne     | DNP                | nicht am Training teilgenommen (did not practice)                |
| ohne     | INJ                | verletzt oder krank (injured)                                    |
| ohne     | EX                 | ausgeschlossen (excluded)                                        |
| ohne     | DNA                | nicht erschienen (did not arrive)                                |
| ohne     | C                  | Rennen abgesagt (cancelled)                                      |
| ohne     | keine WM-Teilnahme |                                                                  |
| sonstige | P/fett             | Pole-Position                                                    |
| sonstige | 1/2/3/4/5/6/7/8    | Punktplatzierung im Sprint-/Qualifikationsrennen                 |
| sonstige | SR/kursiv          | Schnellste Rennrunde                                             |
| sonstige | *                  | nicht im Ziel, aufgrund der zurückgelegten Distanz aber gewertet |
| sonstige | ()                 | Streichresultate                                                 |
| sonstige | unterstrichen      | Führender in der Gesamtwertung                                   |